# Ioan Mețianu
Ioan Mețianu (n. 9 mai 1828, Zărnești, România – d. 3 februarie 1916, Sibiu, Austro-Ungaria) a fost un Mitropolit al românilor din Ardeal și Ungaria între 1899-1916. Ion Mețianu a fost membru în Camera Magnaților. 

## Biografie
S-a născut în familia lui Bucur Mețianu, învățător și cântăreț bisericesc, și a Mariei, fiica protopopului Bartolomeu Baiu din Zărnești. A urmat școala primară în satul natal, a urmat cursurile Gimnaziului săsesc din Brașov și la Liceul Piarist din Cluj. Începând cu anul 1847 urmează cursurile Institutului Teologic din Sibiu pe care le-a absolvit în anul 1850, după care a lucrat în administrația de stat, notar la Bran, în anul 1850, și Zărnești, între anii 1851 și 1853. La 5 noiembrie 1853 a fost hirotonit preot al parohiei Râșnov, iar din anul 1857 a devenit preot în Zărnești. În din anul următor a devenit administrator protopopesc al protopiatului Bran, funcție ce a deținut-o între anii 1858 și 1874. Protopiatpe care l-a mutat la Zărnești în anul 1860.
În anul 1865 a fost ales deputat în Dieta Transilvaniei de la Cluj. A fost ales membru în Sinodul Arhidiecezei de la Sibiu și în Congresul Național Bisericesc al Mitropoliei după intrarea în vigoare a Statutului Organic. După moartea mitropolitului Andrei Șaguna, la 28 iunie 1873, a făcut parte din Congresul Național Bisericiesc, prezidat de Procopie Ivașcovici al Aradului, în comisia de scrutin, pentru alegerea noului mitropolit. După ședința din data de 28 august 1873, în care Procopie Ivașcovici devine candidat pentru scaunul mitropoliei, Ioan Mețianu va prelua funcția de președinte al congresului și va conduce alegerea și solemnitățile instalării lui Procopie Ivașcovici ca mitropolit.  
La 12 decembrie 1873 candidează pentru poziția vacantă de episcop al Aradului, alături de Nicolae Popea și Miron Romanul, dar nu a fost ales deoarece era mai puțin cunoscut în acele părți. La 13/25 aprilie 1874 a fost ales, însă, vicar și președinte al Consistoriului eparhial de la Oradea

### Episcop al Aradului
În anul 1875 candidează, din nou, pentru scaunul eparhial de la Arad, iar la 2/14 februarie 1875 a fost ales ca episcop cu 43 de voturi, din cei 55 de deputați prezenți în catedrală. Un vot a fost acordat vicarului Andrei Papp, un vot arhimandritului Nicolae Popea, iar 10 voturi au fost albe. 
La 23 februarie 1875 a fost tuns în monahism la Mănăstirea Hodoș-Bodrog cu numele de Ioan, iar în cursul lunii martie a devenit pe rând protosinghel și arhimandrit. La 23 martie 1875 a fost confirmat ca episcop de regele apostolic I. Ferenc József, iar la 30 martie, la Sibiu, a fost hirotonit ca episcop prin slujba oficiată de noul mitropolit Miron Romanul și de către episcopul Ioan Popazu al Caransebeșului. Intrarea în Arad a avut loc la 15 aprilie, iar instalarea a avut loc în Duminica Tomii, la 20 aprilie, în prezența delegatului mitropolitan Ioan Hannia. Revista Federațiunea a descris  momentul instalării:
„La 10 oare dimineața, campanele catedralei anunțară întregului oraș că noul episcop a plecat la Sf. Biserică. Peste câteva minute, un banderiu compus din junii români, cu flamuri naționale înconjurând carreta episcopească între viile urări de «să trăiască», sosea la biserică”

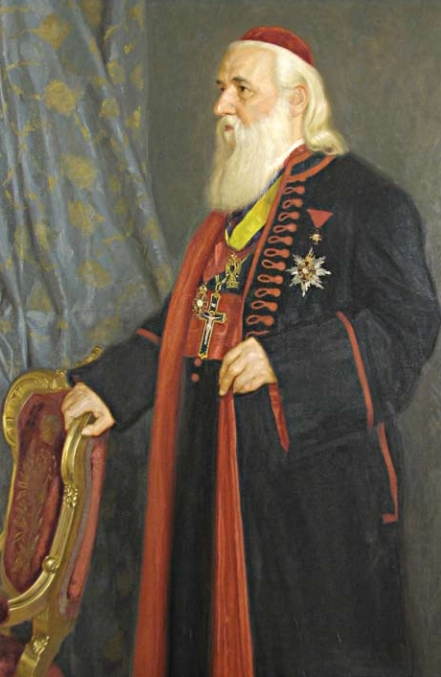
Mitropolitul Ioan Mețianu - pictură de Arthur Coulin

Cu simțul său practic și realist, ca episcop, a pus bazele unei solide vieți bisericești, culturale și școlare în întreaga eparhie, fiind considerat al treilea ctitor al ei, după întemeietorul Isaia Diacovici și restauratorul Sinesie Jivanovici.
Și-a început activitatea cu un lung șir de vizite canonice, desfășurate pe parcursul a mai multor ani, în parohiile diecezei. Până în anul 1878 a înmulțit numărul protopopiatelor și a propus Congresului Național Bisericesc de la Sibiu înființarea unei episcopii la Oradea, motivând că episcopia Aradului e prea întinsă. 
Propune reînvierea revistei Lumina, în anul 1876, și astfel, în anul 1877, la 30 ianuarie/11 februarie, apare revista Biserica și Școala, care a apărut neîntrerupt până în anul 1948. Noua publicație a apărut sub îndrumarea lui Vasile Mangra, iar încă de la primul număr s-a impus prin susținerea războiului de independență, cât și prin tendidnța de a face cunoscute realitățile din România. La trei ani după apariția revistei Biserica și Școala, la propunerea lui Ioan Mețianu, apare primul număr al Calendarului diecezan care, de asemenea, a supraviețuit până în anul 1948.
În anul 1877 a asigurat elaborarea Planului de învățământ pentru școalele poporale din districtul Consistoriului român ortodox din Arad, prin care a întărit statutul limbii române ca obiect fundamental în procesul de învățământ. A creat burse pentru formarea profesorilor și a mărit salariile profesorilor de la 600 la 1000 de florini. A instituit mai multe premii pentru cele mai bune cărți școlare, a înființat cursuri de perfecționare pentru învățători și preoți și a dat mereu circulare prin care îndruma părinții să-și trimită copiii la școală. Astfel, dacă în 1878 în cele 18 inspectorate școlare aflate sub jurisdicția episcopiei au funcționat 359 de școli, în anul 1899, în raportul prezentat Sinodului eparhial sunt înregistrate 430 de școli cu tot atâția învățători. 
La 2/14 aprilie 1877 a ținut o adunare cu toți protopopii și câte doi preoți din fiecare protopiat pentru a-i anunța înființarea Fondului preoțesc, fond cu scop de binefacere și într-ajutorare a preoților, învățătorilor. Din acest fond se puteau împrumuta preoții și învățătorii cu dobânzi mici pentru a nu cădea pradă cămătarilor și se agigurau pensii preoteselor văduve.
În anul 1879 a înființat o tipografie diecezană, iar în anul 1894 a înființat și o librărie în care să se afle totdeauna manualele de școală prescrise și tipărituri corespunzătoare, iar prețurile să fie cele mai modeste.  
În circulara nr. 287 Pres. din 30 martie 1882, episcopul îi îndemna pe preoți și învățători să înființeze Reuniunile de lectură și de cânt, astfel după exemplul Societății de lectură din Semlac sau a celor din Hasiaș sau Buteni, înființate încă din 1880 au fost înființate societăți de lectură și în alte localități. Tot în anul 1882, sinodul eparhial a luat în dezbatere problema înființării unui gimnaziu. La 24 aprilie 1885, Mețianu s-a adresat ministrului Ágoston Trefort solicitând aprobare pentru deschiderea gimnaziului. Cererea, însă, nu a intrat în sfera preocupărilor ministrului, deși episcopia deținea fondurile necesare, iar referentul școlar George Popa întocmise un plan de învățământ.

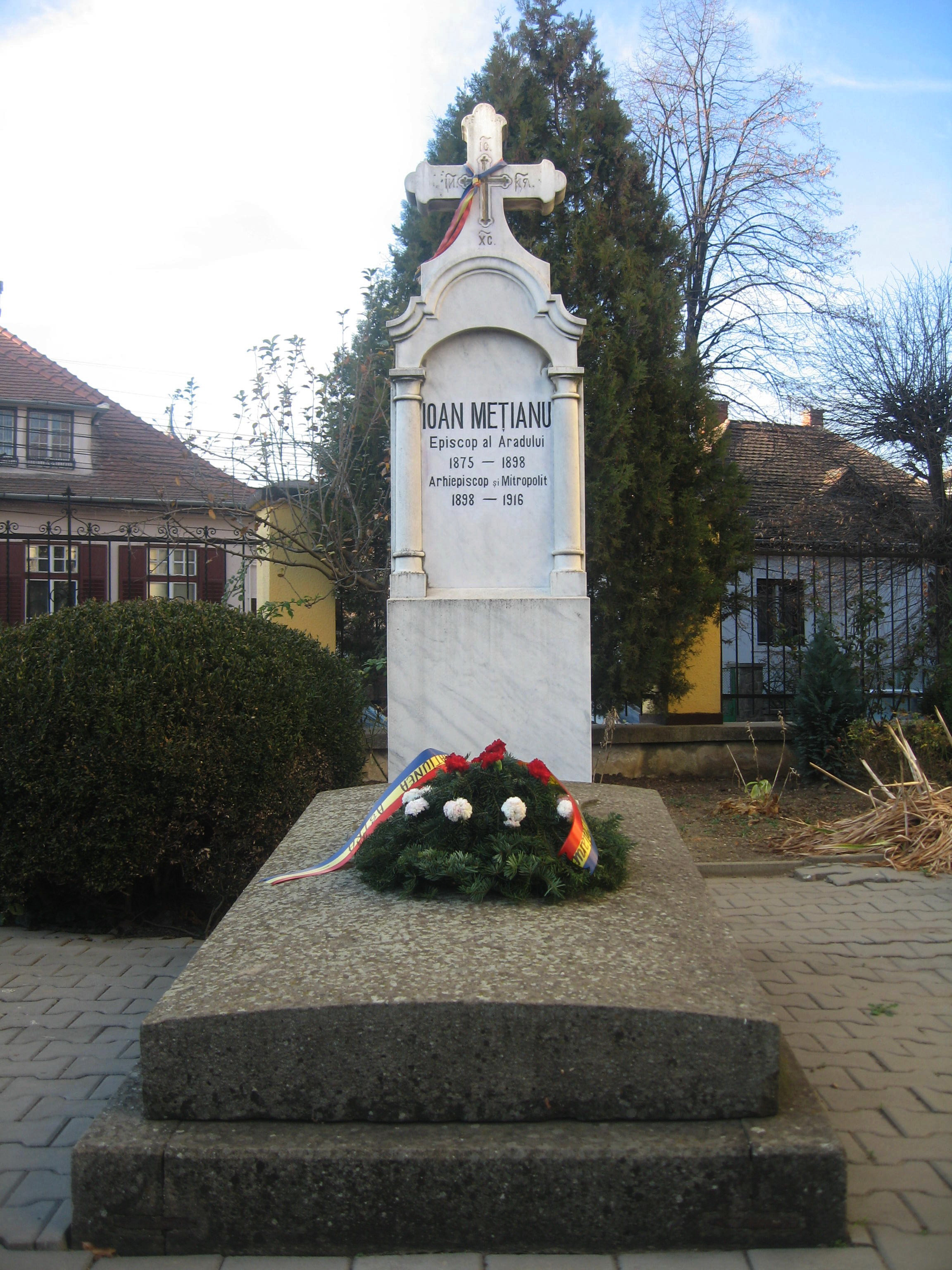
Mormântul mitropolitului Ioan Meţianu

În același an, 1882, s-a intervenit pe lângă baroneasa Ifigenia Sina din Viena pentru a dona diecezei o parte a intravilanului său din Arad pentru construirea unei clădiri noi pentru Institutul teologic-pedagogic. Noua clădire a fost construită până în anul 1885, iar din anul școlar 1885-1886 institutul s-a mutat în noua clădire.
În toată perioada cât a funcționat în scaunul eparhial de la Arad, Mețianu s-a îngrijit de starea bisericilor, sprijinind repararea celoe existente și construirea altelor noi. Numai în primii zece ani de arhipăstorire au fost construite 30 de biserici noi și au fost reparate 140. S-a îngrijit de starea fundațiilor și a creat altele noi. În anul 1876 episcopia Aradului dispunea de 17 fundațiuni în Consistoriul arădean și 12 în cel orădean. Fondurile și fundațiile și-au sporit veniturile în așa fel, încât Episcopia Aradului era considerată la acea vreme una dintre cele mai bogate eparhii din cuprinsul Mitropoliei Transilvaniei.

### Mitropolit al Ardealului
La 16 octombrie 1898 moare mitropolitul Miron Romanul și la 31 decembrie 1898 a fost ales ca mitropolit Ioan Mețianu. Plecarea din Arad a avut loc la 8 martie 1899. A sosit la Sibiu la 9 martie, unde a fost întâmpinat de o numeroasă delegație în frunte cu arhimandritul dr. Ilarion Pușcariu.
A fost mitropolit al Ardealului, între anii 1899 și 1916, anul morții sale. Din poziția de mitropolit a îndrumat lucrările de zidire a Catedralei Mitropolitane din Sibiu, ridicată între anii 1902 și 1906, și a unei noi clădiri pentru Institutul Teologic-Pedagogic (actuala Facultate de Teologie „Andrei Șaguna”).
A fost înmormântat în cimitirul Bisericii din Groapă din Sibiu.